# Acropora mirabilis
Acropora mirabilis är en korallart som beskrevs av Quelch 1886. Acropora mirabilis ingår i släktet Acropora och familjen Acroporidae. IUCN kategoriserar arten globalt som otillräckligt studerad. Inga underarter finns listade i Catalogue of Life.